# Undercut

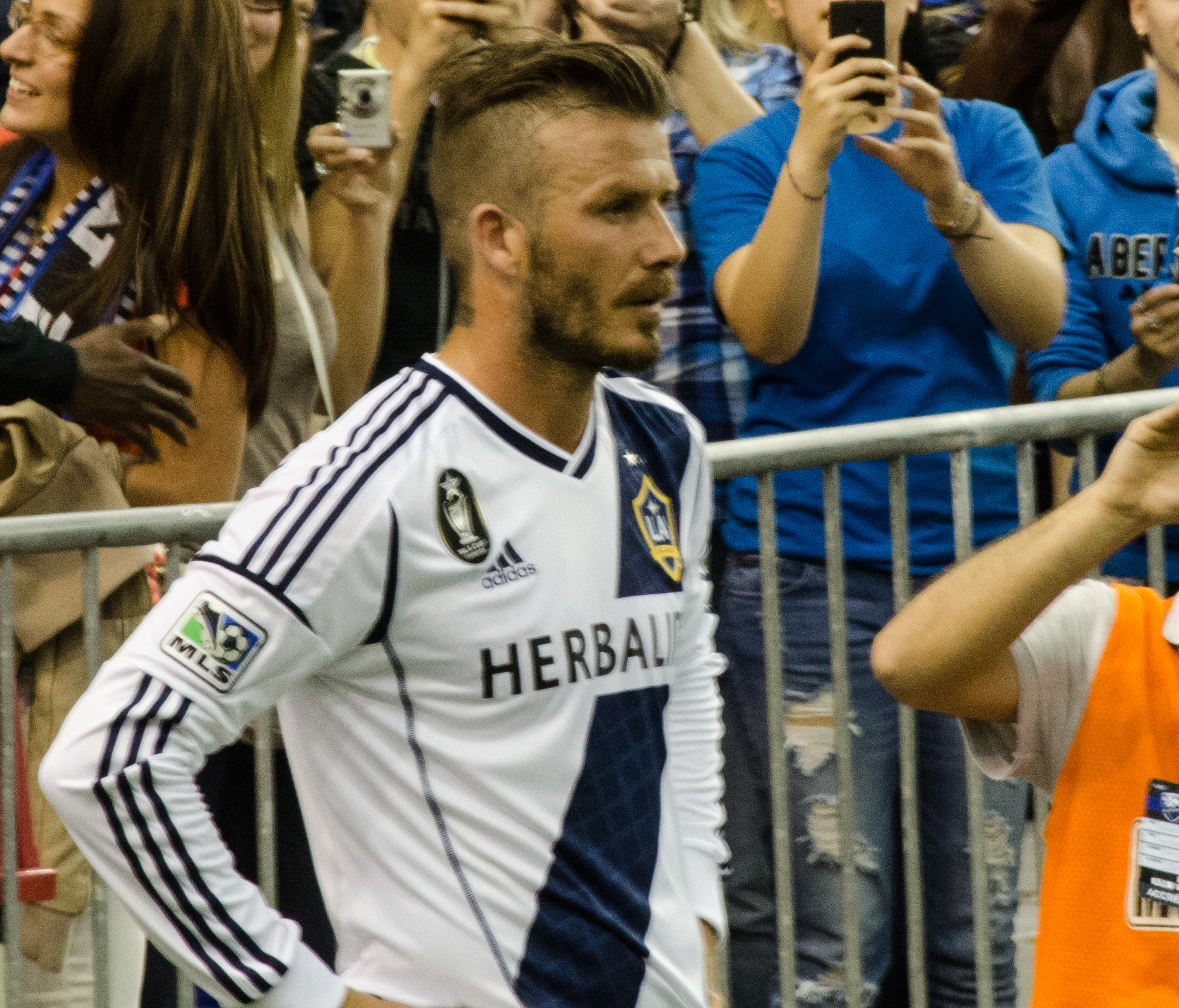
David Beckham con un taglio undercut nel 2012.

L'undercut è un tipo di acconciatura da uomo.
Questo taglio si diffonde inizialmente durante l'età edoardiana, tra gli anni '20 e gli anni '40 del Novecento, per tornare di moda intorno al 2010. In genere questa acconciatura prevede un taglio più lungo sulla parte alta della testa mentre le parti laterali restano molto più corte.